# Gonomyia (Gonomyia) vana
Gonomyia (Gonomyia) vana is een tweevleugelige uit de familie steltmuggen (Limoniidae). De soort komt voor in het Palearctisch gebied.